# Piagapo

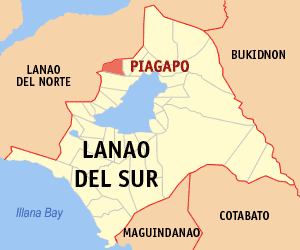
Bản đồ Lanao del Sur với vị trí của Piagapo

Piagapo là một đô thị hạng 4 ở tỉnh Lanao del Sur, Philippines. Theo điều tra dân số năm 2000 của Philipin, đô thị này có dân số 23.903 người trong 3.487 hộ.

## Các đơn vị hành chính
Piagapo được chia ra 37 barangay.
| - Aposong - Bagoaingud - Bangco - Bansayan - Basak - Bobo - Bubong Tawa-an - Bubonga Mamaanun - Bualan - Bubong Ilian - Gacap - Katumbacan - Ilian Poblacion | - Kalanganan - Lininding - Lumbaca Mamaan - Mamaanun - Mentring - Olango - Palacat - Palao - Paling - Pantaon - Pantar - Paridi | - Pindolonan - Radapan - Radapan Poblacion - Sapingit - Talao - Tambo - Tapocan - Taporug - Tawaan - Udalo - Rantian - Ilian |